# Reflex full frame

Dimensioni dei sensori utilizzati in molte attuali fotocamere digitali in relazione con il formato 35 mm.

Una reflex full frame, o reflex pieno formato, è una reflex digitale a obiettivo singolo equipaggiata con un sensore d'immagine che misura 36 × 24 mm, corrispondente al formato Leica 24x36 della pellicola fotografica.
Se l'innesto è compatibile, molti obiettivi progettati per le fotocamere di piccolo formato, inclusi i modelli con messa a fuoco manuale, possono essere montati sulle odierne reflex digitali.

## Storia e prototipi di reflex digitali full-frame
- Pentax MZ-D "MR-52" (presentata nel 2000 è basata su una Pentax MZ-S con lo stesso sensore della Contax N, non è mai entrata in produzione).[1]
- Sony Alpha ammiraglia modello "CX62500" (presentata al PMA del 2007, primo prototipo di quello che un anno e mezzo dopo divenne la DSLR-A900, alias "CX85100", anche se con molte differenze).[2][3]

## Costi
I costi di produzione di un sensore full-frame sono 20 volte superiori a quelli di un sensore APS-C. Solo 20 sensori full-frame possono essere prodotti da un wafer di silicio da 8" (200 mm); la resa è bassa perché la grande area del sensore la rende facilmente soggetta a contaminazione: in teoria, se un wafer avesse anche solo 20 difetti, ciascuno dei quali distribuito nell'area di un sensore, ogni sensore sarebbe inutilizzabile.
Inoltre, il sensore full-frame necessita di tre esposizioni separate durante la fase di fotolitografia, triplicando il numero di maschere ed i processi di esposizione.
Alcune fotocamere full-frame, in quanto progettate per uso professionale, comprendono maggiori funzionalità rispetto alle fotocamere destinate all'utente medio, cosicché le dimensioni e il peso maggiori non sono dovuti al sensore più grande, ma anche ad una costruzione più robusta e alle funzioni aggiuntive.

## Varianti del pieno formato
Molte reflex digitali in commercio sono equipaggiate con sensori più piccoli ed economici, detti di “formato ridotto”, spesso in formato APS-C, mentre le compatte montano sensori di dimensioni ancora inferiori: storicamente i primissimi modelli di reflex digitali, come Nikon NASA F4 o la Kodak DCS 100 utilizzavano sensori piccoli. Il rapporto fra la dimensione del sensore a pieno formato e quelli più piccoli è chiamato "fattore di crop".
Le reflex digitali Nikon E2/E2s (1994), E2N/E2Ns (1996) e E3/E3s (1998) così come le analoghe Fujifilm Fujix DS-505/DS-515, DS-505A/DS-515A e DS-560/DS-565 utilizzano un sistema di riduzione ottico (ROS, Reduction Optical System) per comprimere il campo del pieno formato in un sensore CCD da 2/3" (11 mm di diagonale): sono quindi fotocamere reflex senza sensore a pieno formato che tuttavia hanno un angolo di campo equivalente alle reflex full-frame, con determinati obiettivi. Queste fotocamere non hanno fattore di crop per quanto riguarda l'angolo di campo, è il rapporto focale (ƒ) è esaltato, diminuendo di almeno 4 stop, in quanto il sensore riceve 16 volte più luce di un sensore full-frame posto nella stessa configurazione.